# Александровское (Сумская область)
Алекса́ндровское (укр. Олександрівське) — село, Белицкий сельский совет, Ямпольский район, Сумская область, Украина.
Код КОАТУУ — 5925680305. 
Население по переписи 2001 года составляло 1 человек .

## Географическое положение
Село Александровское находится на расстоянии в 1 км от села Базелевщина.
12 июня 2020 года в соответствии с распоряжением Кабинета Министров Украины № 723-r «Об определении административных центров и утверждении территорий территориальных общин Сумской области» село вошло в состав Ямпильской поселковой общины.
19 июля 2020 года, в результате административно-территориальной реформы и ликвидации Ямпильского района, село вошло в состав новообразованного Шостынского района.